# Getto w Derażnem
Getto w Derażnem – getto dla ludności żydowskiej zorganizowane przez okupacyjne władze hitlerowskie w czasach II wojny światowej w miasteczku Deraźne na Wołyniu. 
Od początku okupacji niemieckiej w 1941 roku około 750 żydowskich mieszkańców Derażnego zostało poddanych różnym represjom – nakazano im nosić opaski Gwiazdą Dawida, zdać złoto i kosztowności, zmuszano ich do nieodpłatnego wykonywania ciężkich prac. Nie mogli opuszczać miejscowości, byli bici i okradani przez policjantów ukraińskich z miejscowego posterunku. Społeczność żydowską wobec okupanta reprezentował Judenrat.
Getto powstało 5 października 1941 roku i zostało zlikwidowane 24 sierpnia 1942 roku przez Niemców i ukraińską policję. Ofiary pędzono z Deraźnego przez Janową Dolinę i w lasach pod Kostopolem rozstrzelano w liczbie około 500. Znaczna część Żydów zdołała zbiec do lasu podczas likwidacji getta; ukraińska policja i niemiecka żandarmeria urządzała na nich obławy. Jesienią 1942 roku w miejscu oddalonym o ok. 4 km na północ od Derażnego złapano i rozstrzelano 152 Żydów.